# Macrodictyum proliferum
Macrodictyum proliferum är en bladmossart som beskrevs av Eberhard Heinz Hegewald 1978 [1979. Macrodictyum proliferum ingår i släktet Macrodictyum och familjen Dicranaceae. Inga underarter finns listade i Catalogue of Life.